# 猫が行方不明
『猫が行方不明』（ねこがゆくえふめい、仏: Chacun cherche son chat）は、1996年のフランスのロマンティック・コメディ映画。セドリック・クラピッシュ監督。

## キャスト
- クロエ: ギャランス・クラヴェル（フランス語版） - メイクアップ・アーティスト。
- ジャメル: ジヌディーヌ・スアレム - クロエの猫探しに協力する男。
- ミシェル: オリヴィエ・ピィ - クロエの同居人。ゲイ。
- クロード: フランク・マンゾーニ - ミシェルの新しい恋人。
- マダム・ルネ: ルネ・ル・カルム（フランス語版） - クロエが猫を預けた老女。
- ドラマー: ロマン・デュリス - 近所に騒音をまき散らす青年。
- ブノワ（ベルカント）: ジョエル・ブリス（フランス語版） - クロエの隣人の画家。
- カルロス: シモン・アブカリアン - ジャメルの仲間。
- 中庭の女: ヒアム・アッバス